# Liste der Bodendenkmale in Lossatal
In der Liste der Bodendenkmale in Lossatal sind die Bodendenkmale der Gemeinde Lossatal und ihrer Ortsteile nach dem Stand der Auflistung von Klaus Kroitzsch und Harald Quietzsch aus dem Jahr 1984 aufgelistet. Eventuelle Änderungen und Ergänzungen, insbesondere aus der Zeit nach der Wende, sind nicht berücksichtigt, da für Sachsen aktuell keine neueren allgemein zugänglichen Bodendenkmallisten vorliegen. Die Baudenkmale sind in der Liste der Kulturdenkmale in Lossatal aufgeführt.
| Denkmal-ID | Fundart             | Ortsteil        | Bezeichnung                             | Zeitstellung            | Lage | Bemerkungen | Bild |
| ---------- | ------------------- | --------------- | --------------------------------------- | ----------------------- | --- | --- | ---- |
| ?          | Befestigung > Burg  | Dornreichenbach | Wasserburg                              | Mittelalter             | südöstlicher Ortsrand, südwestlicher Gutsbereich, nordöstlich des Schlosses                                                          | überbaut, oberflächig nicht mehr erkennbar, Schutz seit 10. Dezember 1973 |      |
| ?          | Befestigung > Burg  | Falkenhain      | Wasserburg                              | Mittelalter             | nordwestliche Ortslage, südlicher Gutsrand                                                                                           | durch Herrenhaus überbaut, Rechteckbühl mit umlaufendem trockengelegtem Graben, Schutz seit 27. November 1935, erneuert 25. Januar 1958                                                                            |      |
| ?          | Befestigung > Burg  | Hohburg         | Wallanlage „Burzelberg“                 | Latènezeit              | nordöstlich des Orts auf dem Burzelberg, Forstrevier Hohburg Abteilung 24                                                            | geschlossener Ringwall, 1979–1981 archäologisch untersucht, 1983–1984 durch Bauarbeiten größtenteils zerstört, Schutz seit 26. September 1938, erneuert 10. Oktober 1958                                           |      |
| ?          | Befestigung > Burg  | Hohburg         | Wallanlage „Kleiner Berg“               | Latènezeit?, Slawenzeit | südwestlich des Orts auf dem Kleinen Berg, Forstrevier Hohburg Abteilungen 4 und 5                                                   | komplexes Wallsystem mit unterschiedlichen Entstehungszeiten, Schutz seit 26. September 1938, erneuert 10. Oktober 1958                                                                                            |      |
| ?          | Befestigung > Burg  | Hohburg         | Wehranlage „Redschin“                   | Mittelalter             | im Ort zwischen Schule und Kirchhof                                                                                                  | quadratischer Turmhügel mit abgerundeten Ecken und umlaufendem Graben, westliches Viertel des Hügels abgetragen, Graben östlich des Kirchhofs gut erhalten, Schutz seit 4. Dezember 1935, erneuert 25. Januar 1958 |      |
| ?          | besonderer Stein    | Knatewitz       | Steinkreuz                              | Spätmittelalter         | im Ort, eingemauert in die nordöstliche äußere Kirchhofsmauer                                                                        | ursprünglich auf einer Hügelböschung vor der östlichen Kirchhofsmauer aufgestellt, Schutz seit 4. Februar 1963 |      |
| ?          | Befestigung > Burg  | Meltewitz       | Wasserburg „Walleichen“, „Hexenschloss“ | Mittelalter             | südwestlich des Orts in der Mark Schönstädt, Forstrevier Burkartshain Abteilung 2, südlich der Bahnstrecke                           | Bühl mit umlaufendem Graben und vorgelagertem Wall an der Südseite, westlich anschließend wohl Reste eines Wirtschaftshofs, Schutz seit 23. März 1935, erneuert 20. Januar 1959                                    |      |
| ?          | Grabmal > Grabhügel | Meltewitz       | 2 Hügelgräber                           | Bronzezeit              | südwestlich des Orts in der Mark Schönstädt, Forstrevier Burkartshain Abteilung 15, beiderseits des B-Wegs auf der höchsten Erhebung | flache Hügel mit ca. 20 m Durchmesser, Schutz seit 25. Januar 1958 |      |